# Abatocera keyensis
Abatocera keyensis là một loài bọ cánh cứng trong họ họ Xén tóc. Loài này được Breuning mô tả năm 1943. Loài này được tìm thấy ở Indonesia.